# Gustavo Oberman
Gustavo Oberman est un footballeur argentin né le 25 mars 1985 à Quilmes. Il joue au poste de milieu de terrain au FC Pune City en Inde.